# Modelo de Ising

Modelo de Ising bidimensional mostrado como una red cuadrada de espines en interacción.

El modelo de Ising es un modelo físico propuesto para estudiar el comportamiento de materiales ferromagnéticos. Se trata de un modelo paradigmático de la Mecánica Estadística, en parte porque fue uno de los primeros en aparecer, pero sobre todo porque es de los pocos modelos útiles (no sólo pedagógicamente) que tiene solución analítica exacta (esto es, sin cálculos aproximados). Esto lo hace muy útil para ensayar nuevos tipos de aproximaciones y luego comparar con el resultado real. 
El modelo de Ising fue inventado por el físico Wilhelm Lenz (1920), que lo concibió como un problema para su alumno Ernst Ising para demostrar que el sistema presentaba una transición de fase. Ising (1925) demostró que en una dimensión no existía tal transición de fase, resolviéndolo en su tesis de 1924, aunque le provocó una profunda desmoralización e hizo que renunciara a la física estadística. El modelo bidimensional de Ising de retícula cuadrada es mucho más difícil, y solamente se le dio una descripción analítica mucho más tarde, por Lars Onsager (1944), que demostró que la física estadística era capaz de describir transiciones de fase (pues como se verá, este modelo presenta una) lo que terminó de consolidar definitivamente la mecánica estadística. Por lo general, se resuelve mediante un método de transferencia de matriz, aunque existen diferentes enfoques, más relacionados con la teoría cuántica de campos.

## Descripción matemática del modelo
Este apartado se limitará al modelo de Ising más conocido y simple, que además posee solución exacta. Al final se comentan algunas variantes.

### Descripción cualitativa
Supongamos {\displaystyle N} partículas colocadas en una matriz cuadrada. Cada partícula puede apuntar sólo en dos sentidos, arriba o abajo. Cada una de esas orientaciones se llaman espín de la partícula. El sentido del espín queda determinado mediante la interacción de la partícula con sus vecinas y por fluctuaciones térmicas.

### El hamiltoniano del modelo
La energía del sistema es:

{\displaystyle H\,=\,\sum _{<i,j>}-J\sigma _{i}\sigma _{j}}

donde:
- {\displaystyle H} es el hamiltoniano del sistema,
- {\displaystyle \sum _{<i,j>}} denota una suma sobre partículas vecinas entre sí,
- {\displaystyle \sigma _{i}} es el espín de la partícula i-ésima, que puede tomar sólo dos valores, +1 y -1, y
- {\displaystyle J} es el factor de escala entre interacción entre espines y energía. Es un parámetro de la teoría.

Por ejemplo, supongamos que tenemos todos los espines apuntando hacia arriba, esto es {\displaystyle \sigma _{i}=1} siempre. En este caso, la energía total es {\displaystyle -J} veces el número diferentes parejas de próximos vecinos, que es {\displaystyle 2N} (se podría pensar que cada espín tiene cuatro espines vecinos, pero no debemos contarlos dos veces por tanto tenemos que dividir por dos). Por tanto la energía del estado fundamental es  {\displaystyle H_{0}=-2JN}. El primer estado excitado es que un solo espín apunte hacia abajo, con energía {\displaystyle H_{1}=-2JN+8J} y así sucesivamente.

### La función de partición
El problema se resuelve simplemente calculando la función de partición (véase Colectivo Canónico):

{\displaystyle Z=\sum _{\{\sigma _{i}\}}\prod _{<i,j>}e^{J\sigma _{i}\sigma _{j}/k_{B}T}}

donde {\displaystyle \sum _{\{\sigma _{i}\}}} se refiere a suma sobre todas las configuraciones posibles de los {\displaystyle N} espines (llamados micro estados).

## La física del modelo
En el modelo de Ising hay en realidad mucha física. Pasemos a revisarla un poco antes de plantear la solución completa. 

### La magnetización
Lo que físicamente queremos obtener del modelo es su magnetización total. Como cada partícula tiene un espín, cuando se orienten todas hacia arriba, por ejemplo, tendremos una magnetización total {\displaystyle M=N} (ya que el espín de cada partícula es 1). Podría ocurrir, por el contrario, que haya el mismo  número de partículas hacia arriba que hacia abajo, con un resultado total entonces de magnetización nula ({\displaystyle M=0}). La pregunta que queremos responder es en realidad ¿Cuánto vale la magnetización total en función de la temperatura?.

### La energía no lo es todo
Pensemos en el tipo de interacción que hemos introducido. Si dos espines vecinos apuntan en la misma dirección su energía mutua es {\displaystyle -J}, lo que reduce la energía del sistema. Por tanto, la interacción que hemos puesto tiende a hacer que los espines apunten en la misma dirección, ya que disminuye la energía total. Esto lo que hace es favorecer la aparición de la magnetización total. Podríamos pensar que hemos resuelto ya el problema: la magnetización tiene que valer siempre {\displaystyle M=N} para minimizar la energía y ya está.
Sin embargo, tenemos que recordar que el problema está planteado en el Colectivo Canónico, esto es, a temperatura y volumen constante. En estas condiciones, la termodinámica nos dice que la situación de equilibrio no vendrá dada por un mínimo de energía, sino por un mínimo de energía libre de Helmholtz, definida mediante:

{\displaystyle \,F=U-TS}

donde {\displaystyle U} es la energía interna y {\displaystyle TS} es el producto entre la temperatura y la entropía.

### Energía vs. entropía
El modelo de Ising es una pugna entre la energía y como está distribuida en los grados de libertad del sistema (ver entropía). Conviene en este punto recordar que la entropía es una medida de cuan esparcida a través de diferentes grados de libertad se encuentra la energía. (ver Mecánica Estadística). 
De esta manera, el estado fundamental minimiza la energía {\displaystyle U}, pero es un estado muy ordenado, con todos los espines apareados. Este es por tanto un estado de muy baja entropía. Si la temperatura es baja, el producto {\displaystyle TS} lo es, y a la energía libre contribuye sobre todo la energía: el sistema se magnetizará espontáneamente a baja temperatura. 
Sin embargo cuando sube la temperatura la entropía comienza a tomar importancia en la cantidad {\displaystyle U-TS} y minimizar {\displaystyle F} pasa por maximizar la entropía. Justamente el estado más desordenado posible (de mayor entropía), el que tendrá una energía de Helmholtz menor ({\displaystyle F}), es aquel con la mitad de espines hacia arriba y la mitad hacia abajo. Este estado es favorecido a alta temperatura: el sistema no se magnetiza a alta temperatura.
La solución exacta nos dirá exactamente a qué temperatura empieza a dejar de mandar la energía y lo hace la entropía. Esta es la temperatura crítica, o simplemente {\displaystyle T_{c}}

## Solución al modelo de Ising
La solución al modelo de Ising es un problema abierto importante de la física, como lo es hoy la teoría de cuerdas. Existe solución para variantes de dos dimensiones, pero se sabe que un modelo de tres dimensiones no tiene solución; lo que constituye un problema operativo. El modelo de dos dimensiones fue resuelto de forma brillante por Onsager, quien recibió más tarde el premio Nobel por esta y otras aportaciones a la física estadística.
Después de la solución de Onsager se obtuvieron derivaciones de la función de partición diferentes, aunque por su complejidad no se muestra aquí ninguna.
La energía libre del modelo de Ising en dos dimensiones sin campo externo es:

{\displaystyle F=-Nk_{B}T\log {\frac {2}{1+x^{2}}}-{\frac {k_{B}TN}{2(2\pi )^{2}}}\int _{0}^{2\pi }\,d\theta _{1}\int _{0}^{2\pi }\,d\theta _{2}\log \left[(1+x^{2})^{2}-2x(1-x^{2})\{\cos \theta _{1}+\cos \theta _{2}\}\right]}

donde:
{\displaystyle x=\tanh \left({\frac {J}{k_{B}T}}\right)}

## Interpretación de los resultados: la transición de fase
Una vez conocida la expresión para la energía libre en función de sus variables naturales ya tenemos toda la información termodinámica del sistema. 
Una de las cosas más importantes de este modelo es que presenta una transición de fase. Esta es una de las cosas que fueron más controvertidas en el establecimiento de la mecánica estadística como teoría física a tener en cuenta. La función de partición tal como se plantea es suma de funciones analíticas, que por tanto es analítica. Pero una transición de fase es una cosa intrínsecamente no analítica. Por tanto se creía que nunca serviría para estudiar cambios de fase (precisamente por eso se desilusionó Ising).
Sin embargo la solución expuesta tiene implícito el paso {\displaystyle N\to \infty } y en ese caso, una suma infinita de funciones analíticas puede dar una función no analítica que represente una transición. Si nos fijamos en la energía libre de arriba, cuando el argumento del logaritmo tienda a cero este diverge y tenemos un punto singular. Se comprueba que este es justamente:

{\displaystyle x_{c}={\sqrt {2}}-1\Rightarrow T_{c}={\frac {2J}{k_{B}\log({\sqrt {2}}+1)}}}

Si {\displaystyle T>T_{c}} la magnetización es nula, si {\displaystyle T<T_{c}} habrá magnetización espontánea (hay una expresión concreta para la magnetización, pero no necesaria para entender el fenómeno). Este cambio en el comportamiento del material es fruto de una transición de fase de segundo orden en el que el material comienza a ser ferromagnético.

## Variantes al modelo de Ising
Se han desarrollado multitud de variantes del modelo, la mayoría no poseen todavía solución analítica exacta, si bien es cierto que se saben muchas propiedades de estos debido a técnicas computacionales.

### Modelo de Ising en 1D
En este caso en lugar de una matriz de espines tenemos una cadena lineal. Este es el modelo original propuesto por Ising. Se demuestra de manera más bien sencilla que este modelo no puede presentar transición de fase.
| Demostración |
| En presencia de campo B la función de partición es: {\displaystyle Q_{I}(B,T)=\sum _{s_{1}}....\sum _{s_{n}}e^{{\beta \sum _{k=1}^{N}(J\sigma _{k}\sigma _{k+1}+B{\frac {\sigma _{k}+\sigma _{k+1}}{2}}})}} Que se puede reescribir: {\displaystyle Q_{I}(B,T)=\sum _{\sigma _{1}}....\sum _{\sigma _{n}}\prod _{k=1}^{N}e^{{\beta (J\sigma _{k}\sigma _{k+1}+B{\frac {\sigma _{k}+\sigma _{k+1}}{2}}})}} Definiendo: {\displaystyle P_{\sigma _{k}}^{\sigma _{k+1}}=e^{{\beta (J\sigma _{k}\sigma _{k+1}+B{\frac {\sigma _{k}+\sigma _{k+1}}{2}}})}} {\displaystyle P=\left({\begin{array}{lcccl}e^{\beta (J+B)}&&e^{-\beta J}\\e^{-\beta J}&&e^{\beta (J-B)}\end{array}}\right)} La función de partición será (suponiendo condición cíclica): {\displaystyle Q_{I}(B,T)=\sum _{s_{1}}....\sum _{s_{n}}P_{\sigma _{1}}^{\sigma _{2}}P_{\sigma _{2}}^{\sigma _{3}}...P_{\sigma _{N-1}}^{\sigma _{N}}P_{\sigma _{N}}^{\sigma _{N+1}}\delta _{\sigma _{N+1}}^{\sigma _{1}}} La anterior expresión es la de la traza de la potencia n-ésima de la matriz P: {\displaystyle \,Q_{I}(B,T)={\text{tr}}(P^{n})} Expresado en autovalores: {\displaystyle {\text{tr}}(P^{N})=\lambda _{+}^{N}+\lambda _{-}^{N}} Diagonalizando: {\displaystyle \lambda _{\pm }=e^{\beta J}[\cosh(\beta B)\pm {\sqrt {\cosh ^{2}(\beta B)-2e^{-2\beta J}\sinh(2\beta J)}}]} En el límite {\displaystyle ({\frac {\lambda _{-}}{\lambda _{+}}})^{N}\rightarrow 0} se tiene: {\displaystyle F(B,T)=-k_{B}TlnQ(B,T)=-k_{B}T\ln(\lambda _{+}^{N}+\lambda _{-}^{N})\approx -k_{B}TN\ln \lambda _{+}} La magnetización viene dada por: {\displaystyle M_{esp}=-\lim _{B\rightarrow 0}{\frac {\partial F}{\partial B}}=\lim _{B\rightarrow 0}N{\frac {\sinh(\beta B)}{\sqrt {\cosh ^{2}(\beta B)-2e^{-2\beta J}\sinh(2\beta J)}}}=0} De modo que a B=0 no existe magnetización. |

### Modelo en 3 o más dimensiones
En lugar de una matriz plana, podemos imaginar los espines colocados en arreglo esquiespaciados en tres dimensiones. Parece extraño, pero este modelo no tiene a día de hoy solución analítica exacta. De igual manera se pueden plantear problemas n-dimensionales como idea matemática de mayor o menor interés.

### Modelo de Ising en otro tipo de redes
Se pueden colocar los espines en redes triangulares, de panal de abeja,....algunos de estos sí poseen solución analítica

### Modelo de Ising con campo
Esta es la variación más típica. Consiste en añadir a la energía un término que dé cuenta de un campo constante en una dirección de la forma, por lo que el hamiltoniano queda de la forma:

{\displaystyle {\hat {H}}=\sum _{<i,j>}-J{\hat {\sigma }}_{i}{\hat {\sigma }}_{j}+\sum _{i}h{\hat {\sigma }}_{i}}

Esto hace que no aparezca transición de fase y hace el problema irresoluble analíticamente.